# دیوان حافظ: قرائت‌گزینی انتقادی
دیوان حافظ: قرائت‌گزینی انتقادی به‌اهتمام بهاءالدین خرمشاهی و هاشم جاوید یکی از تصحیح‌های برتر دیوان حافظ است.

## نقد
علیرضا خلیل‌پور و رضا ضیاء به نقد این اثر پرداخته‌اند.